# Plancoët
Plancoët is een gemeente in het Franse departement Côtes-d'Armor, in de regio Bretagne. De plaats maakt deel uit van het arrondissement Dinan. Plancoët ligt aan de Arguenon. De plaats is bekend vanwege zijn mineraalwater. Plancoët telde op 1 januari 2022 3.095 inwoners.

## Geografie
De oppervlakte van Plancoët bedroeg op 1 januari 2022 11,49 vierkante kilometer; de bevolkingsdichtheid was toen 269,4 inwoners per km².
De onderstaande kaart toont de ligging van Plancoët met de belangrijkste infrastructuur en aangrenzende gemeenten.

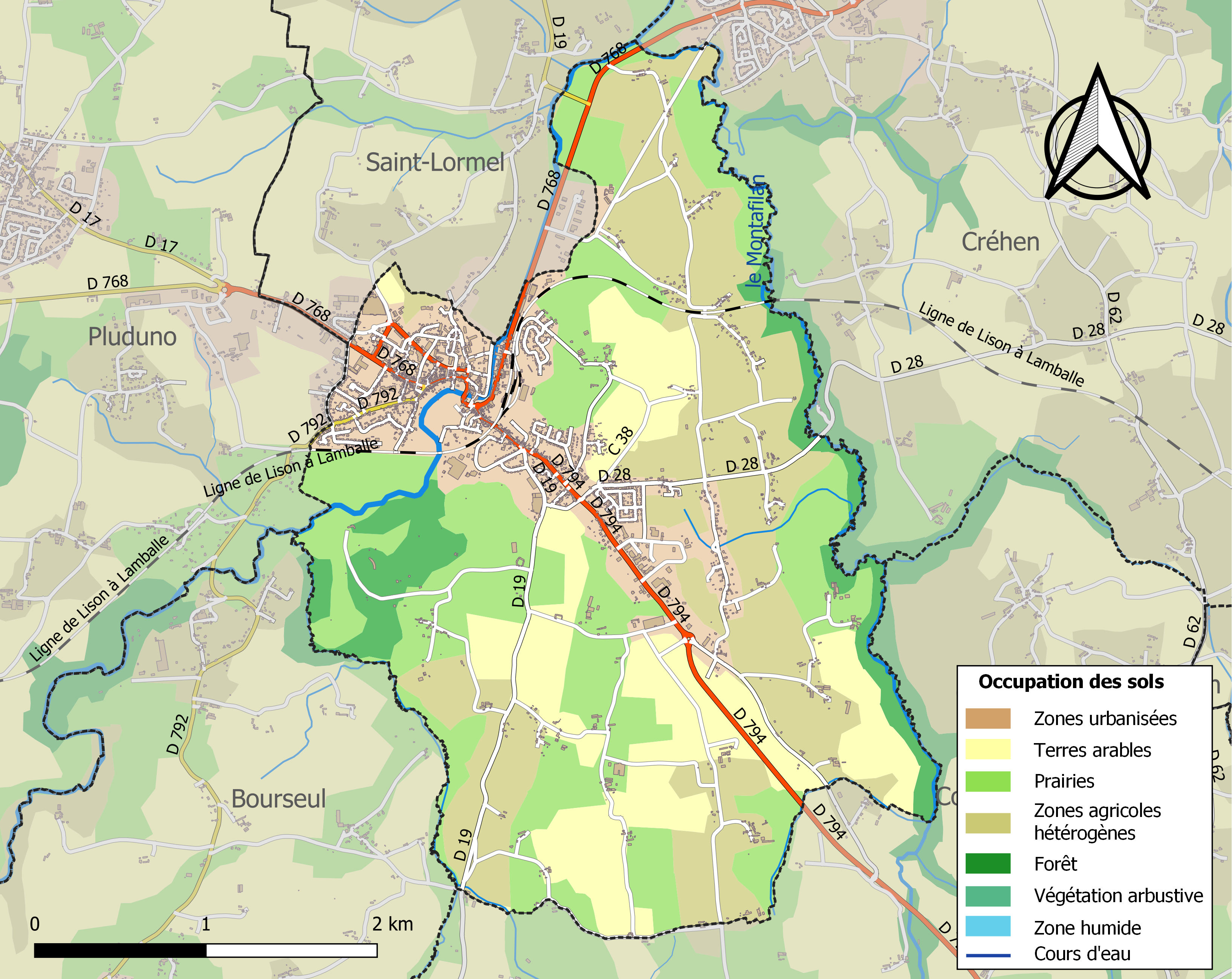

## Verkeer en vervoer
In de gemeente ligt de spoorweghalte Plancoët.

## Demografie
Onderstaande figuur toont het verloop van het inwonertal (bron: INSEE-tellingen).